# Svensktoppen 1986
Svensktoppen 1986 är en sammanställning av de femton mest populära melodierna på Svensktoppen under 1986.
Populärast var trean från årets melodifestival, Dover-Calais av Style, som fick ihop 6327 poäng under 12 veckor. Andra populära bidrag var Jag har en dröm och Kärleken är evig.
Populäraste artisten var Christer Björkman, med två melodier på årssammanfattningen.
När Svensktoppen återkom i radion på hösten 1985, 3 år och 4 månader efter dess nedläggning valde man till en början ett röstningssystem som inte tillämpats tidigare. Lyssnarna skulle nu få ringa in och rösta sedan de 15 låtarna hade spelats upp. Systemet fungerade så att det var de som hade speciella slutsiffror som fick ringa och avlämna röster. Det var alltid de 2 sista siffrorna i telefonnumret som gällde för att få rösta och dessa avgjordes genom lottning. Röstningen pågick under 30 minuter och slutsiffrorna byttes ut var tionde minut så att 3 olika slutsiffror på 2 nummer vardera förekom i varje program. Varje röstande person skulle rösta på 3 melodier och den låt som den röstande ville ha på första plats fick 5 poäng, den som valdes till andra plats fick 3 poäng och den som valdes till tredje plats fick 1 poäng. När röstningen var avslutad summerades alla avgivna poäng och den nya listan presenterades direkt efter sammanräkningen. 
Detta röstningssystem användes i 9 månader. Vid denna tid hade Svensktoppen alltid uppehåll under sommaren och när programmet återkom i september 1986 valde redaktionen för programmet att överge detta system eftersom man bedömde att resultatet inte blev så som det skulle ha blivit om ett tvärsnitt av befolkningen skulle ha röstat fram listan. Av den anledningen gick man då tillbaka till det röstningssystem som hade använts före nedläggningen så att de som fick rösta valdes ut via Statistiska Centralbyrån, således skulle det vara som ett Sverige i miniatyr. 
När det nya röstningssystemet började tillämpas gjorde man så att den låt som den röstande ville ha på första plats fick 3 poäng, den låt som valdes som tvåa fick 2 poäng och den låt som valdes som trea fick 1 poäng. Detta innebar då att de låtar som hade förekommit på listan mellan januari och juni detta år hade fått högre poäng och när programmet Årets Svensktoppsmelodier presenterades detta år hade man räknat om totalpoängen för de melodier som förekommit på listan under årets 6 första månader genom att multiplicera denna med kvoten 2/3. Den lista och de poängsummor som redovisas nedan är de som presenterades i detta program. 

## Årets Svensktoppsmelodier 1986
| Nr | Artist                      | Titel                             | Poäng | Antal veckor |
| -- | --------------------------- | --------------------------------- | ----- | ------------ |
| 1  | Style                       | Dover-Calais                      | 5542  | 12           |
| 2  | Lasse Holm                  | Canelloni Macaroni                | 4398  | 14           |
| 3  | Baden-Baden                 | Jag har en dröm                   | 3789  | 21           |
| 4  | Fredrik Willstrand          | Susanne                           | 3666  | 14           |
| 5  | Galenskaparna & After Shave | Macken                            | 3518  | 12           |
| 6  | Christer Björkman           | Drömmar                           | 3451  | 16           |
| 7  | Lasse Stefanz               | Oklahoma                          | 3375  | 14           |
| 8  | Di sma undar jårdi          | Snabbköpskassörskan               | 2731  | 18           |
| 9  | Anna Book                   | Killsnack                         | 2477  | 12           |
| 10 | Tonix                       | Kurragömma                        | 2406  | 16           |
| 11 | Magnus Uggla                | Joey Killer                       | 2220  | 9            |
| 12 | Imperiet                    | Märk hur vår skugga               | 2191  | 15           |
| 13 | Michael B. Tretow           | Den makalösa manicken             | 1961  | 12           |
| 14 | Contrazt                    | En vän du kan väcka mitt i natten | 1887  | 14           |
| 15 | Christer Björkman           | Våga och vinn                     | 1883  | 10           |